# 2022年哈爾科夫反攻
哈爾科夫大反攻，又称哈尔科夫闪击战，是俄羅斯入侵烏克蘭期间，烏克蘭武裝部隊於2022年9月6日在烏克蘭哈爾科夫州俄佔領土上發起的一次快速反擊攻勢。
烏軍繼同年8月下旬在赫爾松州發起赫尔松反攻之後，同步於2022年9月初在烏克蘭東北部的哈爾科夫州發動反攻，俄罗斯防线出乎意料地遭到轻易突破，乌克兰于反攻结束时已收复哈尔科夫州超过500个定居点和12,000平方公里的领土。
在这场战役中，乌军相继攻占了巴拉克利亞、舍甫琴科韋，并在这些城镇中的俄军尚未肃清之时便令先头部队绕过居民点，沿H-26公路一线攻入俄军在此区域的公铁路后勤补给中枢库皮扬斯克。这使得占据伊久姆的俄军集团的主要地面后勤路线(GLOC)被切断，俄军在此区域的防线随即崩溃。不过俄军伊久姆集团部分人员抛弃重装备后，成功跨过奧斯基爾河往东撤退，余下的少量俄军则遭乌军消滅。俄国防部随后承认俄军撤出库皮扬斯克-伊久姆区域，称俄军正在离开该区域并“重新集结”。随后普京于9月下旬宣布开始征召战争动员。

## 背景
在俄羅斯入侵烏克蘭的頭幾個月，俄軍的攻勢使哈爾科夫州大片地區處於俄羅斯控制之下，包括主要的後勤樞紐伊久姆和庫皮揚斯克，但該州大部分地區仍處於烏克蘭的控制之下，在烏軍於3月和5月的反攻將俄軍擊退之前，其成功阻止了俄軍向哈爾科夫市推進。
形勢逆轉之後，烏克蘭和西方軍事分析人士認為，俄羅斯缺乏地面部隊發動新的進攻，在隨後的幾個月裏，該地區的戰線基本上保持靜滯，而哈爾科夫市遭到俄軍的猛烈轟炸，造成1000多人死亡，官員們認為，轟炸反而會讓烏軍繼續在該地區駐軍。
2022年8月底和9月初，俄羅斯在哈爾科夫州調離數千俄軍重新部署到赫爾松，包括近卫坦克第1集团军等精英部隊，以應對烏克蘭南线反攻。根據烏克蘭特種部隊的說法，這次事先張揚的「南部反攻」是一場虛假宣傳活動，旨在欺騙俄軍，同時也掩蓋烏軍為哈爾科夫反攻所做的準備。
在前哨战中，乌克兰派出了国防情报局下属的海妖部队。据称他们抓获了多名俄军军官，破坏了此区域的俄军指挥体系并造成了反攻初期俄军的混乱和恐慌。

## 反攻
2022年9月6日，烏軍在哈爾科夫州發動反攻，讓俄軍措手不及。烏軍向俄羅斯控制的庫皮揚斯克和伊久姆推進至少20（12英里），到2022年9月7日重新奪回了大約400平方公里的領土。
到2022年9月9日中午，烏軍已經突破了俄軍的防線，烏軍稱其已經推進了近50（31英里），並重新奪回了1000多平方公里的領土。這一進展使烏軍推進至伊久姆西北約44（27英里）處，該地為俄軍在俄佔哈爾科夫的主要後勤基地。自從俄軍在戰爭初期從基輔自行撤軍以來，烏軍还在敌人据守的阵地以這種推進速度是前所未見的。《華盛頓郵報》在9月10日的報導形容俄軍「令人震驚的潰敗」，而一名俄羅斯軍事評論員將這次進攻描述為「災難」和「自1943年以來俄羅斯最大的軍事失敗」；戰爭研究所評估說，烏軍在哈爾科夫突破口收復了大約2,500平方（970平方英里）土地，《BBC》援引一位軍事專家的說法，這是自第二次世界大戰以來，俄軍首次全軍覆沒 。

### 烏軍攻勢

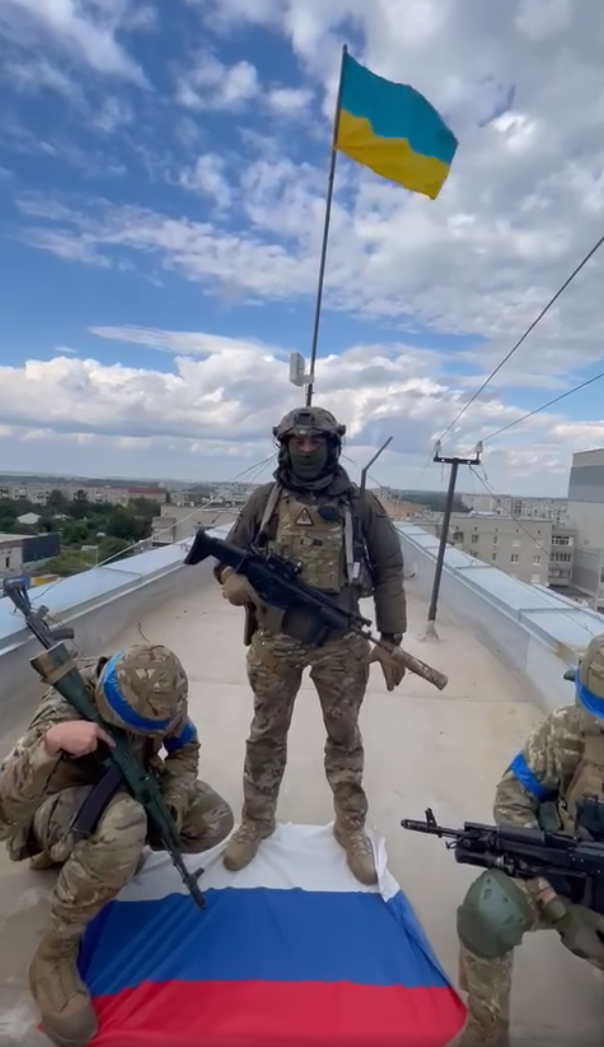
乌克兰武装部队于2022年9月8日收復巴拉克利亞。战士们在该市行政大楼楼顶升起乌克兰国旗並向泽倫斯基总统报告战斗胜利

2022年9月6日，烏軍將部隊集中在巴拉克列亞以北，並在哈爾科夫州發動了反攻，將俄軍趕回了北頓涅茨河和中巴拉克利卡河的左岸。同一天，據報導指烏軍佔領了巴拉克列亞西北不到3公里的韋爾比夫卡。幾名俄羅斯消息人士稱，俄軍拆除了巴拉克列亞東郊未指明的橋樑，以阻止烏克蘭進一步推進。烏軍向巴拉克列亞、沃洛希夫亞爾和舍甫琴科韋方向進攻。庫皮揚斯克在巴拉克列亞以東，在薩溫齊和庫尼耶地區附近。根據俄羅斯消息來源，指在對陣線上，烏軍遭到頓涅茨克人民軍輕武裝部隊的反撃。而烏克蘭消息來源表示，該地區的部隊是專業的俄羅斯士兵，而不是來自頓巴斯的應徵入伍者。
次日，烏軍已向俄羅斯佔領的領土推進約20（12英里），重新奪回約400平方（150平方英里）的土地，並到達伊久姆東北方的陣地。俄羅斯消息人士稱，這一攻勢的成功可能是由於俄軍多數軍力被調往赫爾松州，以應對烏克蘭在那裡的進攻所致。
到2022年9月8日，烏軍已深入伊久姆以北的俄羅斯防禦陣地50（31英里）。俄羅斯國民警衛隊的特別迅速應變分隊失去了對伊久姆西北約44公里的巴拉克列亞之控制權。儘管烏軍直到2022年9月10日才完全控制這座城市。在城市附近，烏軍佔領了烏克蘭武裝部隊中央火箭和砲兵總局最大的彈藥儲存基地。烏軍還重新控制20多個定居點。同一天，烏克蘭媒體報導稱，一名俄羅斯高級軍官在哈爾科夫前線被烏軍俘虜。根據拍攝該男子的片段，推測他是俄羅斯武裝部隊西部軍區總司令安德烈·西切沃伊中將。
2022年9月9日，俄佔哈爾科夫州長維塔利·甘切夫宣佈伊久姆、庫皮揚斯克和大布爾盧克的居民「撤離」。當天晚，烏軍抵達俄佔哈爾科夫首府庫皮揚斯克，庫皮揚斯克是具戰略價值的重要交通樞紐，位於供應前線俄軍的幾條主要鐵路線之交界處。戰爭研究所表示，其認為庫皮揚斯克可能會在未來72小時內被烏軍攻陷。為對抗烏軍的進攻，俄羅斯預備役部隊被派往庫皮揚斯克和伊久姆作增援。
2022年9月10日，庫皮揚斯克和伊久姆被烏軍奪回。與此同時，據報導稱，烏軍正在向利曼推進。哈爾科夫州委員會主席娜塔莉亞·波波娃（Наталія Попова）的顧問在Facebook上發布了烏克蘭士兵於庫皮揚斯克市政廳外手持烏克蘭國旗的照片。烏克蘭安全官員和警察已經重新進駐早前被佔領的定居點，以檢查那些留在俄佔哈爾科夫的人之身份。當天晚，盧甘斯克州州長謝爾蓋·蓋達伊聲稱烏軍已經推進到利西昌斯克郊區，而據報導指，烏克蘭游擊隊佔領了克列緬納亞部分地區。《紐約時報》報導指：「烏克蘭東部具有重要戰略意義城市伊久姆的陷落，是俄羅斯自其從基輔羞辱性地撤退以來最具毀滅性的打擊。」俄羅斯國防部發言人伊戈爾·科納申科夫對這些事態發展作出回應，聲稱在巴拉克列亞和伊久姆地區的俄軍將在頓涅茨克地區「重新集結」，「以實現解放頓巴斯的特別軍事行動之既定目標」。烏克蘭總統弗拉基米爾·澤連斯基說：「俄軍在這些日子裏正在展示其所能做最好的事——展示它的背影。當然，這對他們來說是一個很好的決定。」他聲稱自反攻開始以來，烏克蘭已經奪回了2,000平方（770平方英里）領土。
到2022年9月11日，《新聞周刊》報導稱：「自9月6日以來，烏軍已在某些地方深入俄羅斯防線，深達70公里，並奪回達3000多平方公里的領土。」來自objectiv.tv的報導稱，俄軍已經從科扎恰洛潘撤出，當地人在市政廳旁升起了烏克蘭國旗。俄羅斯國防部當天簡報中使用的地圖證實，俄軍已經從科扎恰洛潘和沃夫昌斯克以及在烏俄邊境的其他定居點撤出。大布爾盧克也被烏軍重新奪回。

### 俄軍正式宣布撤出哈爾科夫州
2022年9月11日下午，俄羅斯國防部宣布俄軍正式從哈爾科夫州近乎所有地區撤出。該部表示「宣布正在進行一項『削減和轉移部隊的行動』。」而城外的俄军用高射炮袭击被乌军收復的庫皮揚斯克，乌军则在该城奥斯基尔河左岸地区展开清除行动。哈尔科夫州州长奥列格·西涅古博夫宣布，哈尔科夫地区的40多个地方已经被乌军收復。
同日20時06分，烏克蘭關鍵基礎設施站點（包括哈爾科夫第五熱電廠）被3M-54巡航導彈擊中。這次打擊使波爾塔瓦州、蘇梅州、哈爾科夫州、第聶伯羅彼得羅夫斯克州、部分敖德薩州和頓涅茨克州斷電。與此同時，烏軍和俄軍在利曼繼續發生戰鬥。據報導指，烏軍佔領盧甘斯克州比洛霍里夫卡。
2022年9月12日，根據烏克蘭武裝部隊總參謀部的總結，烏軍從20多個定居點驅逐俄軍，特別是哈爾科夫州的大布爾盧克和德沃里奇納。俄佔哈爾科夫州長維塔利·甘切夫告訴俄羅斯電視台《俄羅斯24》，在哈爾科夫州進行反攻的烏軍人數超過俄軍「8倍」。約5000名平民疏散到俄羅斯後，別爾哥羅德州的烏俄邊界現已關閉。
2022年10月2日，乌克兰军队收復了卢甘斯克州的迪布罗瓦（Dibrova）。
2022年10月3日，烏克蘭收復哈爾科夫州奥斯基尔河以東的德魯熱柳比夫卡（Druzhelyubivka）、伊久姆西克、Nyzhe Zolone、Nyznya Zhuravka、皮德利曼、希基夫卡以及博羅瓦。

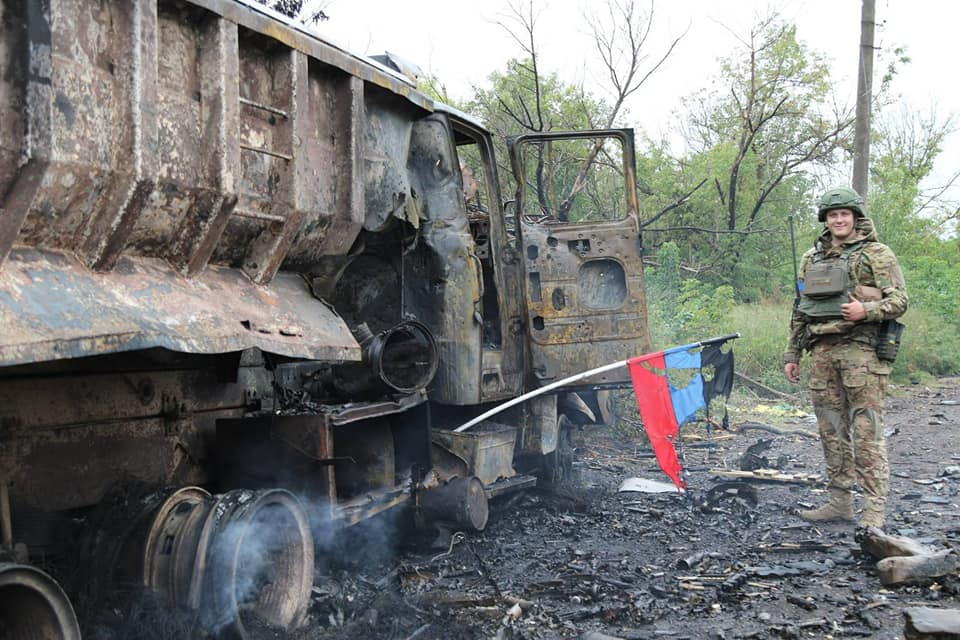
乌军士兵在被燒毁的頓涅茨克傀儡軍装备前開心合照，2022年9月23日

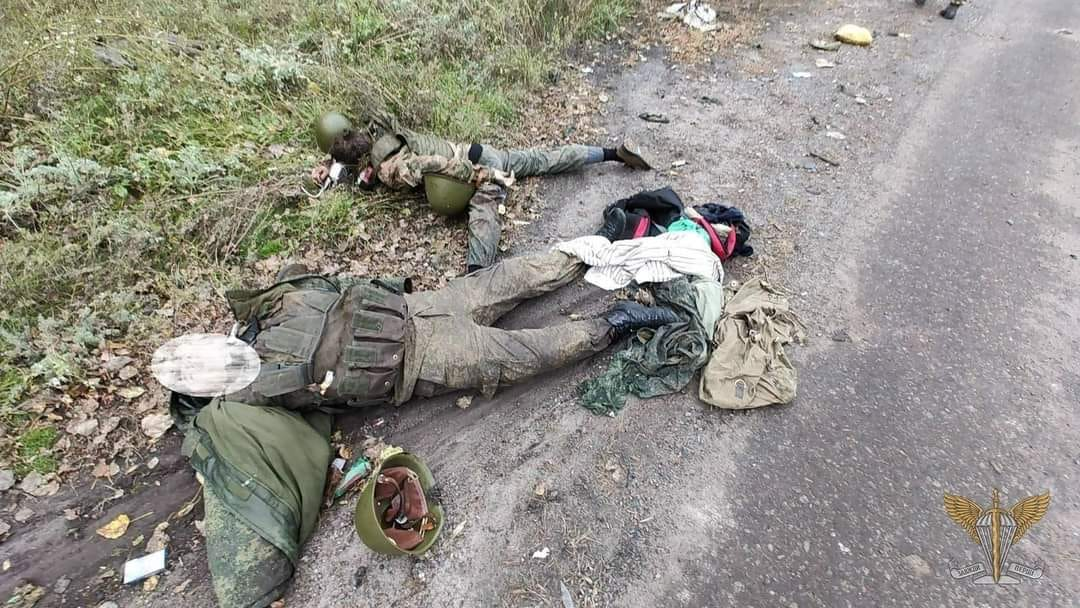
撤离利曼途中被打死的俄军士兵, 2022年10月1日

## 反應

### 俄羅斯

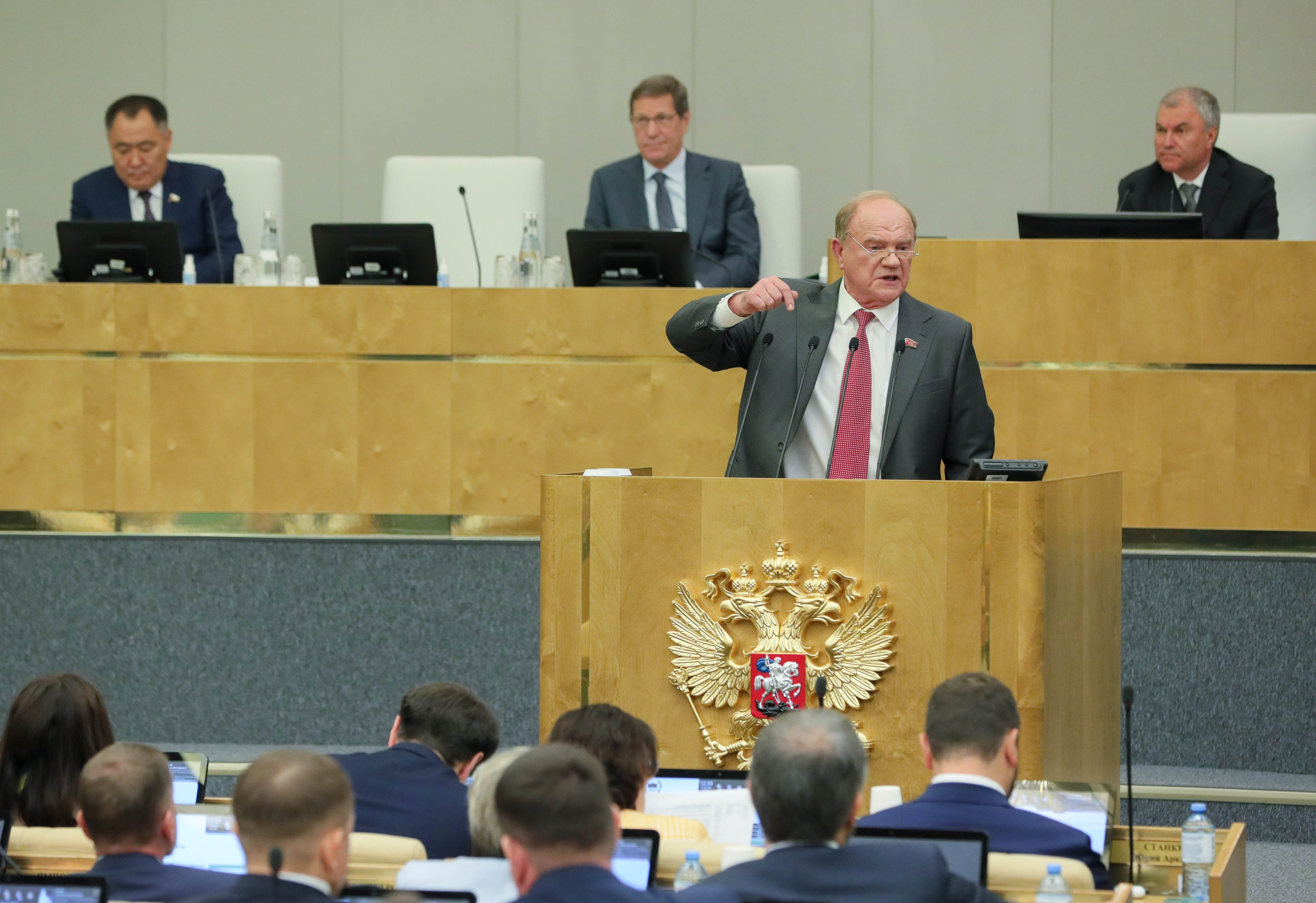
俄羅斯共產黨領導人根納季·久加諾夫在烏克蘭反攻成功後，於國家杜馬會議上呼籲俄羅斯進行全國總動員

起初俄羅斯當局對突然戰敗完全保持沉默，也沒有對局勢發展作出任何解釋。但俄羅斯民间出现情绪反应，當局的態度在社交媒體上引起主戰派評論員和俄羅斯民族主義者的極大憤怒。一些人在9月11日呼籲俄羅斯總統弗拉基米爾·普京立即做出戰術改變，以確保戰爭最終勝利。而一些軍事記者呼籲在俄羅斯境內進行全國總動員。
在烏克蘭進行反攻時，弗拉基米爾·普京沒有對戰局發表任何評論，而是在莫斯科的一個展銷中心及遊樂園「國家經濟成就展」中為慶祝莫斯科城市日而建造的觀景摩天輪作啟動儀式。親俄戰爭博客批評他在此情況下仍然繼續慶祝。9月10日晚，莫斯科舉行了一場節日煙花匯演，此前俄羅斯國內許多支持戰爭的政界人士，如「公正俄羅斯－愛國者－為了真理」的領導人謝爾蓋·米羅諾夫曾呼籲取消該表演。
車臣共和國首腦拉姆贊·卡德羅夫質疑俄羅斯對戰爭的領導，他在Telegram上寫道：「他們犯了錯誤，我認為他們會做出必要的決定。如果今天或明天不改變戰略，我將被迫聯繫國防部領導和國家領導，說明當地的真實情況。」
2022年9月12日，《Meduza》報導指，根據接近克里姆林宮的兩位消息來源得知，先前從2022年9月11日推遲到2022年11月4日，關於俄羅斯吞併盧甘斯克人民共和國和頓涅茨克人民共和國的公投已被無限期押後。同日，統一俄羅斯國家杜馬議員米哈伊爾·謝列梅（Михаил Шеремет）主張「全國總動員」。2022年9月13日，俄羅斯共產黨領導人根納季·久加諾夫就呼籲「全國總動員」發表講話，但後來俄共新聞秘書亞歷山大·尤先科（Александр Ющенко）表示，久加諾夫呼籲動員經濟和資源，而不是人口，並建議「處決一些公然挑釁的團體」。
隨後俄羅斯對烏克蘭基礎設施發動报复性打击，行動被解釋為試圖滿足俄羅斯激進戰爭支持者的要求，他們呼籲進一步升級俄羅斯的戰術。
9月20日，俄罗斯国家杜马宣布对现行刑法进行修订，引入“动员”“戒严”等概念，加入“掠夺”“自愿投降”等法条。当天，由俄罗斯占领的頓涅茨克人民共和國、卢甘斯克人民共和国、俄占赫尔松和俄占扎波罗热宣布举行吞併公投。次日，俄罗斯总统普京向全国发表电视讲话，宣布在俄罗斯境内进行局部的军事动员，并签署相关的总统令；据国防部长绍伊古透露，此次动员计划征召30万人。

### 全球

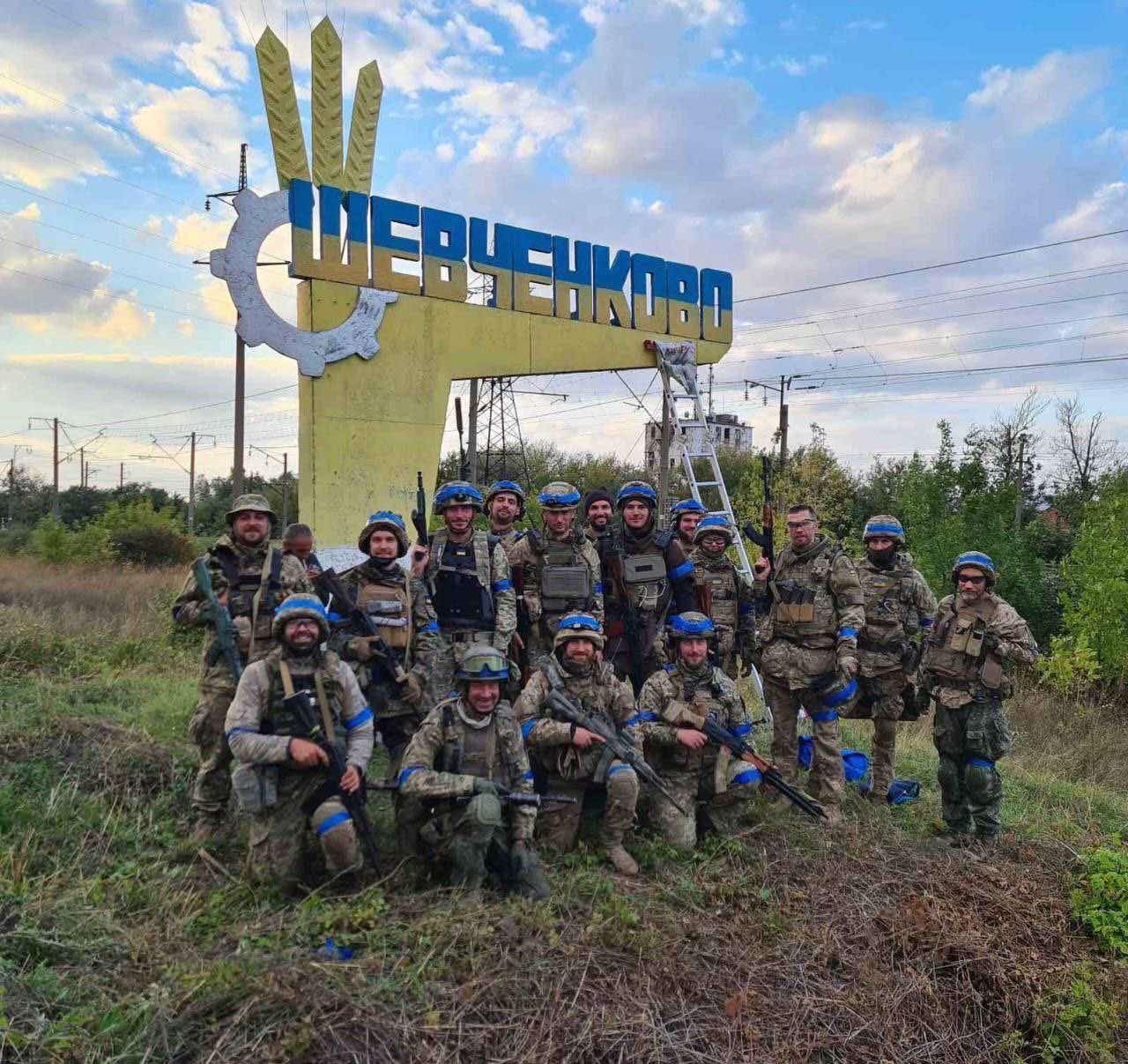
烏克蘭國土防禦部隊重新粉刷從俄軍手中收復的哈爾科夫州舍甫琴科韋入口標誌，將其從俄羅斯國旗顏色改為烏克蘭國旗顏色

美國戰爭研究所指出，烏克蘭反攻的快速步伐，正在破壞長期以來在盧甘斯克州北部用於支援俄軍的陸上交通線。戰爭研究所認為，這將嚴重阻礙俄軍的行動。截至2022年9月11日，戰爭研究所指出西方武器對烏克蘭的成功來說是必要的，但還不夠，戰役的巧妙規劃和閃電般的執行對成功起到決定性作用。其認為，烏軍在赫爾松州的長期準備和宣佈反攻令俄軍感到困惑，導致俄軍的注意力從哈爾科夫州轉移開去。戰爭研究所認為，烏軍對伊久姆的成功解放摧毀了俄羅斯奪取頓涅茨克州全域的前景。
2022年9月10日，英國國防部一名官员表示，俄軍败在几乎沒有认真防禦此前佔領的土地，所以被烏克蘭收復失土。
《路透社》和《BBC》稱，俄軍花上重大兵力佔領伊久姆卻在短暫佔領中失去，這對俄羅斯總統弗拉基米爾·普京來說是「巨大的恥辱」，也是莫斯科自基輔撤退以來最嚴重的失敗。《BBC》援引一位軍事專家的說法，這是自第二次世界大戰以來，俄軍首次全軍覆沒 ，其還指出，在烏軍軍事支持下，使到烏克蘭在國際談判框架內取得上風，是烏克蘭能夠奪還被佔領土的決定性標誌。
CNN认为，乌军的反攻之所以成功是因为俄军缺少装备、后勤的中断，以及在赫尔松地区实施的调虎离山、声东击西之计奏效。
9月10日，戰爭研究所表示，烏軍有效利用這一場攻勢，收復哈爾科夫地區大約2,500平方（970平方英里）土地。據《路透社》報導，烏軍佔領關鍵戰略交通樞紐庫皮揚斯克後，俄軍被迫撤出伊久姆。
美國參議院情報委員會主席马克·沃纳表示，烏克蘭哈爾科夫反攻中烏軍得到了美國、英國方面的情報協助。

## 後續
當烏軍進入巴拉克列亞和伊久姆時，他們發現了許多俄軍俘虜、折磨和處決烏克蘭人的地方。此地區因被俄軍圍困和佔領，平民死亡人數最初估計為1000名。解放後，目擊者描述居民被俄軍拘留、綁架、折磨和處決，並發現了一些埋葬地。
據未經證實的報導，頓涅茨克人民共和國元首傑尼斯·普希林在烏克蘭反攻後，於2022年9月10日辭職並逃離該地區。但普希林于9月30日参加了顿涅茨克人民共和国并入俄罗斯的签署仪式，证实此为假消息。
2022年9月15日，烏克蘭總統弗拉基米爾·澤連斯基訪問解放不久的伊久姆，並為參與此次行動的士兵頒發獎章。在他的每日講話中，他列舉了參與反攻的單位：第14和第92獨立機械化旅、第25獨立空降旅、第80獨立空降突擊旅、第107火箭炮團、第40、第43、第44獨立砲兵旅，第26砲兵旅，第15獨立砲兵偵察旅和烏克蘭國防部情報總局。